# ہ
Héʾ gôl (ہے گول he gol en ourdou, « he rond ») ou choṭī he (چوٹی ہے en ourdou, « he pointu ») ‹ ہ › est une lettre additionnelle de l’alphabet arabe utilisée en cachemiri, punjabi, et ourdou. Elle est une variante stylistique du hā ‹ ه ه‍ ‍ه‍ ‍ه › et est codée comme caractère propre dans Unicode par opposition au héʾ doatchachmi ‹ ھ ھ‍ ‍ھ‍ ‍ھ › aussi utilisé dans ces langues.